# Liste der Bodendenkmäler in Fuchsstadt
Auf dieser Seite sind die Bodendenkmäler in der unterfränkischen Gemeinde Fuchsstadt zusammengestellt. Diese Tabelle ist eine Teilliste der Liste der Bodendenkmäler in Bayern. Grundlage ist die Bayerische Denkmalliste, die auf Basis des Bayerischen Denkmalschutzgesetzes vom 1. Oktober 1973 erstmals erstellt wurde und seither durch das Bayerische Landesamt für Denkmalpflege geführt wird. Die folgenden Angaben ersetzen nicht die rechtsverbindliche Auskunft der Denkmalschutzbehörde.

## Bodendenkmäler in Fuchsstadt
| Lage       | Objekt                                                                              | Akten-Nr.     | Bild |
| ---------- | ----------------------------------------------------------------------------------- | ------------- | ---- |
| (Standort) | Siedlung vermutlich des Endneolithikums und der Frühbronzezeit sowie Siedlung       | D-6-5825-0008 |      |
| (Standort) | Siedlung der Hallstattzeit.                                                         | D-6-5825-0009 |      |
| (Standort) | Untertägige Teile der spätmittelalterlichen bis frühneuzeitlichen Kath. Pfarrkirche | D-6-5825-0063 |      |